# Merla dels Taita
La merla dels Taita (Turdus helleri) és un ocell de la família dels túrdids (Turdidae).

## Hàbitat i distribució
Habita boscos de les muntanyes Taita, al sud-est de Kenya.